# Riccardo Pagano
Riccardo Pagano (Tívoli, Roma, Italia, 28 de noviembre de 2004) es un futbolista italiano. Juega de mediocentro y su equipo actual es la Bari de la Serie B, segunda categoría del fútbol italiano, cedido desde Roma.

## Trayectoria
Debutó como profesional el 20 de agosto de 2023, en la primera fecha de la Serie A, ingresó al minuto final para enfrentar a Salernitana y empataron 2-2 en el Estadio Olímpico de Roma ante más de 62000 espectadores. El entrenador José Mourinho lo hizo jugar con el primer equipo con 18 años y el dorsal 60 en su espalda.
A nivel internacional de clubes, jugó por primera vez el 5 de octubre, fue en la fase de grupos de la Europa League ante Servette, debido a una lesión de Lorenzo Pellegrini estuvo más de 30 minutos en cancha y ganaron 4-0.
Para la temporada 2024-25 fue cedido a la Serie B, en busca de minutos como profesional, se unió al Catanzaro 1929. Disputó 21 partidos con su nuevo club. Volvió a ser cedido en la siguiente campaña, esta vez a Bari.

## Selección nacional
Ha sido internacional con la selección de fútbol de Italia en las categorías juveniles sub-15, sub-16, sub-18, sub-19 y sub-20.

## Estadísticas

### Clubes
Actualizado al último partido citado el 25 de mayo de 2025.
| Club                          | Div.          | Temporada     | Liga  | Liga  | Liga   | Copas nacionales | Copas nacionales | Copas nacionales | Copas internacionales | Copas internacionales | Copas internacionales | Total | Total | Total  |
| Club                          | Div.          | Temporada     | Part. | Goles | Asist. | Part.            | Goles            | Asist.           | Part.                 | Goles                 | Asist.                | Part. | Goles | Asist. |
| ----------------------------- | ------------- | ------------- | ----- | ----- | ------ | ---------------- | ---------------- | ---------------- | --------------------- | --------------------- | --------------------- | ----- | ----- | ------ |
| A. S. Roma · Italia           | 1.ª           | 2022-23       | 0     | 0     | 0      | -                | -                | -                | -                     | -                     | -                     | 0     | 0     | 0      |
| A. S. Roma · Italia           | 1.ª           | 2023-24       | 4     | 0     | 0      | -                | -                | -                | 3                     | 0                     | 0                     | 7     | 0     | 0      |
| A. S. Roma · Italia           | Total club    | Total club    | 4     | 0     | 0      | 0                | 0                | 0                | 3                     | 0                     | 0                     | 7     | 0     | 0      |
| U. S. Catanzaro 1929 · Italia | 2.ª           | 2024-25       | 20    | 0     | 2      | 1                | 0                | 0                | —                     | —                     | —                     | 21    | 0     | 2      |
| U. S. Catanzaro 1929 · Italia | Total club    | Total club    | 20    | 0     | 2      | 1                | 0                | 0                | 0                     | 0                     | 0                     | 21    | 0     | 2      |
| S. S. C. Bari · Italia        | 2.ª           | 2025-26       | 0     | 0     | 0      | -                | -                | -                | —                     | —                     | —                     | 0     | 0     | 0      |
| S. S. C. Bari · Italia        | Total club    | Total club    | 0     | 0     | 0      | 0                | 0                | 0                | 0                     | 0                     | 0                     | 0     | 0     | 0      |
| Total carrera                 | Total carrera | Total carrera | 24    | 0     | 2      | 1                | 0                | 0                | 3                     | 0                     | 0                     | 28    | 0     | 2      |
| 1. 2.                         |               |               |       |       |        |                  |                  |                  |                       |                       |                       |       |       |        |

### Selección
Actualizado al último partido citado el 13 de octubre de 2023.
| Selección         | Temporada         | Continental | Continental | Continental | Mundial | Mundial | Mundial | Amistosos | Amistosos | Amistosos | Total | Total | Total  |
| Selección         | Temporada         | Part.       | Goles       | Asist.      | Part.   | Goles   | Asist.  | Part.     | Goles     | Asist.    | Part. | Goles | Asist. |
| ----------------- | ----------------- | ----------- | ----------- | ----------- | ------- | ------- | ------- | --------- | --------- | --------- | ----- | ----- | ------ |
| Sub-15 · Italia   | 2019              | —           | —           | —           | —       | —       | —       | 7         | 1         | 0         | 7     | 1     | 0      |
| Sub-15 · Italia   | Total sel.        | 0           | 0           | 0           | 0       | 0       | 0       | 7         | 1         | 0         | 7     | 1     | 0      |
| Sub-16 · Italia   | 2019              | —           | —           | —           | —       | —       | —       | 6         | 0         | 0         | 6     | 0     | 0      |
| Sub-16 · Italia   | 2020              | —           | —           | —           | —       | —       | —       | 3         | 0         | 0         | 3     | 0     | 0      |
| Sub-16 · Italia   | Total sel.        | 0           | 0           | 0           | 0       | 0       | 0       | 9         | 0         | 0         | 9     | 0     | 0      |
| Sub-18 · Italia   | 2021              | —           | —           | —           | —       | —       | —       | 5         | 1         | 0         | 5     | 1     | 0      |
| Sub-18 · Italia   | 2022              | —           | —           | —           | —       | —       | —       | 1         | 0         | 0         | 1     | 0     | 0      |
| Sub-18 · Italia   | Total sel.        | 0           | 0           | 0           | 0       | 0       | 0       | 6         | 1         | 0         | 6     | 1     | 0      |
| Sub-19 · Italia   | 2022-23           | -           | -           | -           | —       | —       | —       | 2         | 0         | 0         | 2     | 0     | 0      |
| Sub-19 · Italia   | Total sel.        | 0           | 0           | 0           | 0       | 0       | 0       | 2         | 0         | 0         | 2     | 0     | 0      |
| Sub-20 · Italia   | 2023              | —           | —           | —           | -       | -       | -       | 3         | 0         | 0         | 3     | 0     | 0      |
| Sub-20 · Italia   | Total sel.        | 0           | 0           | 0           | 0       | 0       | 0       | 3         | 0         | 0         | 3     | 0     | 0      |
| Total selecciones | Total selecciones | 0           | 0           | 0           | 0       | 0       | 0       | 27        | 2         | 0         | 27    | 2     | 0      |